# Серхі Ескобар (велогонщик)
Серхі Ескобар (ісп. Sergi Escobar, 22 вересня 1974) — іспанський велогонщик.
Бронзовий призер Олімпійських Ігор 2004 (індивідуальна гонка переслідування), 2004 (командна гонка переслідування) років, учасник 2008 року.
Чемпіон світу з трекових велоперегонів 2004 року в індивідуальній гонці пересідування, срібний призер 2005 року в індивідуальній гонці пересідування, бронзовий призер 2003 (індивідуальна гонка переслідування), 2004 (командна гонка переслідування), 2007 (індивідуальна гонка переслідування) років.